# 成为简·奥斯汀 (书籍)
《成为简·奥斯汀》（英語：Becoming Jane Austen）是简·奥斯汀学者乔·亨特·斯宾塞所著的简·奥斯汀虚构传记。这部作品是记录了奥斯汀早期生活的半自传书籍，该作品基于斯宾塞对小说《傲慢与偏见》的解读，即该小说灵感和模型来自奥斯汀的真实生活，尽管奥斯汀本人并未对她的小说提出过这样的主张。

## 主要内容
本书根据简·奥斯汀写给她姐姐卡桑德拉的信，记录了简·奥斯汀的早年生活、简·奥斯汀和汤姆·勒弗罗伊之间的相遇和关系的发展。

## 评价
北美简·奥斯汀协会对该书的评论指出，“乔·斯宾塞的《成为简·奥斯汀》至少是过去四分之一个世纪出版的关于奥斯汀的六本最佳书籍之一。这是一本非常有学问的书，文笔非常清晰，读起来很令人愉快。这项研究是如此充实、广泛和详尽，以至于给人一种斯宾塞建立在它之上的任何猜想都具有基石的感觉。他对简·奥斯汀的性格和个性的描写以及对她小说的解读给读者留下了深刻的印象，因为他对这位作家及其作品有着长期而亲密的了解。”

## 出版
该书的精装本于 2003 年由Hambledon Continuum出版
该书的平装版于 2007年6月14日由 Continuum 出版
该书的简体中文版（王杭铒 译）于2013年11月由江苏文艺出版社出版

## 改编
这本书是电影《成为简·奥斯汀》的基础，该片于 2007 年 1 月（悉尼）上映。乔·斯宾塞是这部电影的历史顾问。
简·奥斯汀与汤姆·勒弗洛伊的关系也被用作伊丽莎白·刘易斯的广播剧《真正的傲慢与偏见》中主人公简和汤姆的关系的原型。它于 2007 年 6 月 1 日首播，由Jasmine Hyde饰演奥斯汀， Andrew Scott饰演勒弗洛伊， Penny Downie饰演奥斯汀夫人，Jane Whittenshaw 饰演勒弗洛伊夫人，并由西莉亚·德·沃尔夫执导。